# Uwe Freimuth
Uwe Freimuth (ur. 10 września 1961 w Rathenow) – niemiecki lekkoatleta, wieloboista reprezentujący barwy NRD.
Złoty medalista Zawodów Przyjaźni (Bukareszt 1978). 4. zawodnik mistrzostw świata (Helsinki 1983), szósty mistrzostw Europy (Stuttgart 1986). Jedyny występ podczas igrzysk olimpijskich (Seul 1988) zakończył na 18. miejscu. 4 lata wcześniej NRD, podobnie jak inne kraje bloku socjalistycznego zbojokotowało igrzyska w Los Angeles, Freimuth pomimo życiowej formy nie miał szansy wystąpić na tej imprezie. Czterokrotny mistrz NRD w dziesięcioboju.
Lekkoatletykę uprawiał także jego brat bliźniak – Jörg, skoczek wzwyż.
Syn Uwego Rico Freimuth jest dziesięcioboistą.

## Rekordy życiowe
- dziesięciobój lekkoatletyczny – 8792 pkt. (1984) 10. wynik w historii światowej lekkoatletyki